# 위험한 관계

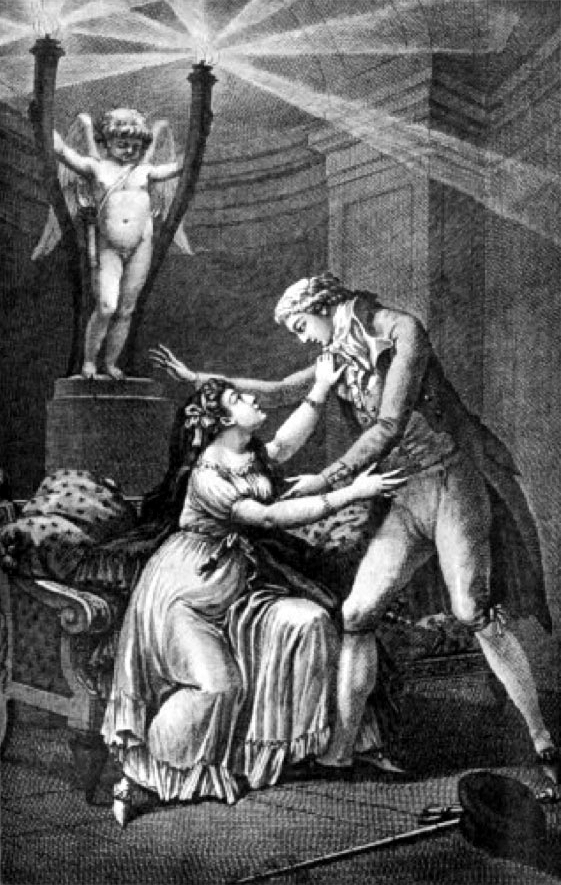

《위험한 관계》(Les Liaisons dangereuses)는 1782년에 출판된 피에르 쇼데를로 드 라클로가 지은 서간체 소설이다. 프랑스대혁명이 일어나기 전에 도덕, 풍속, 문화가 쇠하여 문란한, 프랑스 상류사회를 표현한다.
크리스토퍼 햄프턴이 《위험한 관계》를 연극으로 각색했으며, 《위험한 관계》는 영화와 TV 극 여러 편으로도 각색됐다. 《위험한 관계》를 원작으로 한 영화는 다음과 같다.
- 《위험한 관계(Les Liaisons dangereuses)》(1959년). 로제 바딤 감독. 잔 모로, 제라르 필리프, 아네트 바딤 출연. 1950년대 후반 프랑스 자본가계급 사회를 다룬다.
- 《위험한 관계(Dangerous Liaisons)》(1988년). 스티븐 프리어스 감독. 글렌 클로스, 존 말코비치, 미셸 파이퍼 출연. 햄프턴의 연극에 의한 것이다. 18세기 의상을 쓰고 파리 근교 일-드-프랑스 지역 풍경을 담는다.
- 《발몽(Valmont)》(1989년). 밀로스 포먼 감독. 아네트 베닝, 콜린 퍼스, 멕 틸리 출연.
- 《사랑보다 아름다운 유혹(Cruel Intentions)》(1999년). 로저 컴블 감독. 세라 미셸 겔러, 라이언 필립, 리즈 위더스푼 출연. 현대가 배경이다.
- 《스캔들: 조선남녀상열지사》(2003년). 이재용 감독. 이미숙, 전도연, 배용준 출연. 조선 시대가 배경이다.
- 《위험한 관계(Les Liaisons dangereuses)》(2003년). TF1 3부작 미니시리즈. Josée Dayan 감독. 카트린 드뇌브, 루퍼트 에버렛, 나스타샤 킨스키 출연. 1960년대가 배경이다.
- 《위험한 관계》(2012년).